# Comet Geyser
De Comet Geyser is een geiser in het Upper Geyser Basin dat onderdeel uitmaakt van het Nationaal Park Yellowstone in de Verenigde Staten.
De Comet Geyser maakt deel uit van de Daisy group. Van deze groep maken onder andere Daisy Geyser en Splendid Geyser ook deel uit. De geiser komt haast continu tot eruptie, waarbij water tot bijna 2 meter de lucht in wordt gespoten. Wanneer andere geisers uit de Daisy group tot uitbarsting komen, kan de activiteit van de Comet Geyser tijdelijk in kracht afnemen.